# Hermannia Kassel

Vereinswappen

Hermannia Kassel – zuletzt im Vereinsregister eingetragen als Sportverein Hermannia 1906 e. V. – ist ein Sportverein aus Kassel, der vor allem durch seine Fußballmannschaft überregional Bekanntheit erlangte.

## Geschichte
Der am 4. März 1906 als Casseler FV Hermania gegründete Verein war zunächst unweit der Henschel-Werke heimisch, weshalb er lange Zeit auch als „Henschel-Klub“ bezeichnet wurde. Nach dem Ende des Zweiten Weltkrieges gründeten ehemalige Mitglieder der Vereine Hermannia Kassel, Tuspo Henschel Kassel und Eintracht Kassel die kommunale Sportgemeinschaft SG Kassel-Nord. Diese nahm im Oktober 1948 wieder den Namen Hermannia Kassel an.
Die Hermannia hatte ihre größten Erfolge in den 1930er und 1940er Jahren, als sie in der Gauliga Hessen bzw. Gauliga Kurhessen der obersten Spielklasse angehörte, sowie in den 1960er und 1970er Jahren in der obersten hessischen Amateurliga. Zuletzt machte man mit dem Erreichen der ersten Hauptrunde des DFB-Pokals 1981/82 auf sich aufmerksam. Danach durchlief der Verein eine wirtschaftliche und sportliche Talfahrt, die mit dem Abstieg der ersten Fußballmannschaft in die Kreisliga B im Jahr 2004 ihren vorläufigen Tiefpunkt erreichte. Im Spätsommer 2009 zog der Verein, der seit 1956 im Nordstadt-Stadion am Struthbachweg  im Kasseler Norden zuhause ist und auch weitere Sportarten anbot, seine Mannschaften schließlich aufgrund anhaltender wirtschaftlicher Probleme aus dem laufenden Spielbetrieb zurück. Seit 2010 nimmt der FC Hermannia 09 Kassel am Spielbetrieb teil, in der Saison 2016/17 in der Kreisliga A Kassel Gruppe 2.

## Spieler
- Peter Kempa (    –1977)